# Poromya rostrata
Poromya rostrata är en musselart som beskrevs av Alfred Rehder 1943. Poromya rostrata ingår i släktet Poromya och familjen Poromyidae. Inga underarter finns listade i Catalogue of Life.